# Tise (parochie)
Tise is een parochie van de Deense Volkskerk in de Deense gemeente Brønderslev. De parochie maakt deel uit van het bisdom Aalborg en telt 887 kerkleden op een bevolking van 950 (2004). Historisch hoorde de parochie tot de herred Børglum. In 1970 werd de parochie deel van de gemeente Brønderslev.
De parochiekerk dateert uit de 12e eeuw. Oorspronkelijk was de kerk, gebouwd van granietblokken gewijd aan Maria. De toren en het wapenhuis zijn later toegevoegd.

Agersted · Aså · Brønderslev · Dorf · Dronninglund · Hallund · Hellevad · Hellum · Hjallerup · Jerslev · Melholt · Mylund · Ørum · Øster Brønderslev · Øster Hjermitslev · Serritslev · Stenum · Tise · Tolstrup · Voer